# جی. دبلیو. داولینگ
جی. دبلیو. داولینگ (انگلیسی: J. W. Dowling؛ زادهٔ) بازیکن لاکراس اهل ایالات متحده آمریکا است.